# Europeiska Ungdomsparlamentet Sverige
Europeiska Ungdomsparlamentet (EUP) Sverige är en partipolitisk obunden, ideell förening och forum för öppensinnad dialog, som uppmuntrar unga till ett aktivt medborgarskap och interkulturell förståelse. Föreningen syftar till att främja intresset för aktuella politiska frågor och värna om den fria åsiktsbildningen. Europeiska Ungdomsparlamentet Sverige är även medlem i Folk och Försvar och Landsrådet för Sveriges Ungdomsorganisationer.

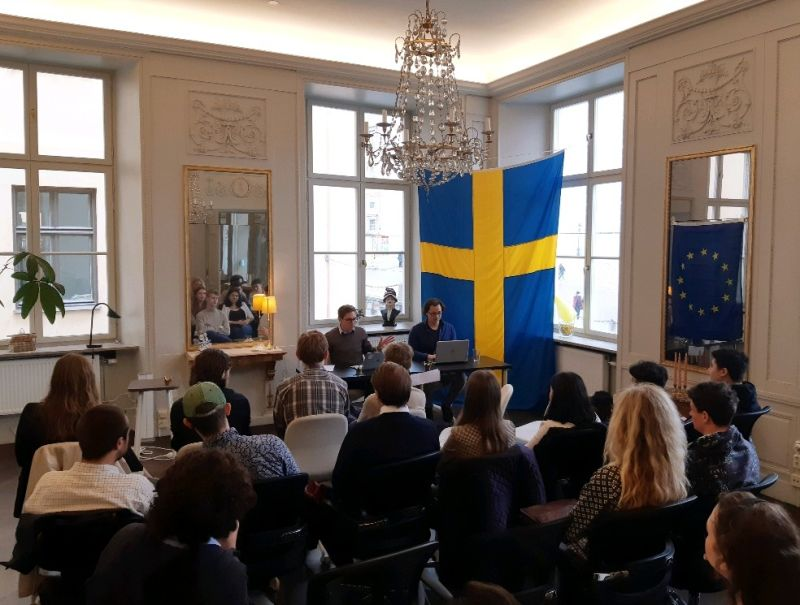
Europeiska Ungdomsparlamentets Årsmöte

## Historia

### Paraplyorganisationen EYP
År 1987 bildades Europeiska ungdomsparlamentet i Fontainebleau i Frankrike för att ge ungdomar tillfäll att mötas och diskutera gemensamma aktuella europeiska frågor.  Det startade som ett skolprojekt mellan en fransk och en tysk gymnasieskola i syfte att öka utbytet mellan dessa två länder och öppna ungdomars ögon för den europeiska dimensionen.
Sedan 2004 är paraplyorganisationen en del av den politiskt och religiöst obundna stiftelsen Schwarzkopf Foundation Young Europe med säte i Berlin, Tyskland.

### Den svenska nationalkommittén
Den svenska nationalkommittén bildades officiellt 1995 på initiativ av Marianne Molander-Beyer, universitetslektor vid Göteborgs universitet, och Bengt Törnqvist, f.d. rektor vid utbildningsförvaltningen i Göteborg (e.g. Angeredsgymnasiet). Sverige har dock skickat representanter till internationella sessioner sedan 1991.
År 2003 bildades en alumniförening på initiativ av svenska före detta delegater (alumni) som deltagit vid någon av paraplyorganisationen EYP:s internationella sessioner. I juni 2005 slogs nationalkommittén och alumniföreningen samman till en enda förening med namnet organisationen har idag: Europeiska ungdomsparlamentet (EUP) Sverige. 

## Verksamhet
Varje år arrangeras ett antal regionala konferenser följt av en större nationell konferens, vilka tillsammans utgör den svenska nationella uttagningsprocessen. Verksamheten bedrivs av unga för unga med en internationell prägel. Föreningen är tillsammans med nästan 40 systerföreningar en del av paraplyorganisationen European Youth Parliament (EYP). Totalt arrangerar nätverket över 400 evenemang årligen och hör till bland Europas största politiska utbildningsorganisationer för icke-formellt lärande. Skoldelegationer har i den nationella uttagningsprocessen möjlighet att avancera sig vidare till konferenser utomlands; dels till regionala eller nationella konferenser liksom internationella forum arrangerade av systerföreningar, men också till internationella konferenser arrangerade av paraplyorganisationen.

### Konferensernas upplägg
Samtliga delegater delas in i ett antal olika utskott, som tilldelas varsin samhällsutmaning. Utskotten har sedan i uppgift att utforska, väga målkonflikter mot varandra och landa i ett skriftligt förslag på åtgärder – en resolution. Kulmen nås i samband med att dessa resolutioner avhandlas i slutet av konferensen av en generalförsamling bestående av samtliga utskott.

### Nationella konferenser
| Upplaga | År   | Stad      | Projektledare                            | Projektnamn |
| ------- | ---- | --------- | ---------------------------------------- | --- |
| 1       | 2005 | Göteborg  |                                          | |
| 2       | 2006 | Göteborg  |                                          | |
| 3       | 2007 | Stockholm |                                          | |
| 4       | 2008 | Umeå      |                                          | |
| 5       | 2009 | Malmö     |                                          | |
| 6       | 2010 | Stockholm |                                          | |
| 7       | 2011 | Stockholm |                                          | |
| 8       | 2012 | Stockholm |                                          | |
| 9       | 2013 | Stockholm |                                          | Stockholm 2013: Euro-Mediterranean Youth Parliament                                                                |
| 10      | 2014 | Göteborg  | Hugo Dürr & Maya Moss                    | Gothenburg 2014 – Bridging the divide between me & Europe, Europe & I,                                             |
| 11      | 2015 | Umeå      | Emil Juslin                              | Umeå 2015 – Sustaining Our Future                                                                                  |
| 12      | 2016 | Stockholm | William Dieden Richter & Tilda Nilsson   | Stockholm 2016 – Our Europe; Today and Tomorrow                                                                    |
| 13      | 2017 | Uppsala   | Simon Sjöstrom Grönkvist & Gustaf Westin | Uppsala '17 – Creating the Europe of the Future - Technology, Innovation and Sustainability                        |
| 14      | 2018 | Göteborg  | Jakob Norrhall & Rebecca Matthews        | Gothenburg '18 – For the intuitive, inspiring and curious leaders of tomorrow                                      |
| 15      | 2019 | Malmö     | Paul Stone & Alexander Dürr              | Malmö 2019 – Tolerance - The Key to Reconciliation and Prosperity                                                  |
| 16      | 2020 | Göteborg  | Arad Aslrousta & Maja Ahlberg            | Gothenburg 2020 – The Future of our Great Challenges Inställt en vecka före start i mars med anledning av COVID-19 |
| 17      | 2021 | Digitalt  | Jack Nassri                              | 17th national session of EYP Sweden                                                                                |
| 18      | 2022 | Lund      | Nika Aghajani                            | Lund 2022 — We Rise By Lifting Others: Building Solidarity and Actionable Empathy                                  |
| 19      | 2023 | Visby     | Mikaela Skår & Sofie Höijer              | Visby 2023: No man is an island - reducing isolation and increasing communication for a joint European future      |
| 20      | 2024 | Malmö     | Durrah Khayat                            | 20th national selection conference of EYP Sweden                                                                   |

## Presidium
| Verksamhetsår             | Förbundsordförande   | Vice förbundsordförande            | Förbundskassör     |
| ------------------------- | -------------------- | ---------------------------------- | ------------------ |
| 2005                      | Fredrick Lee-Ohlsson | Anders Fridén                      | -                  |
| 2006/2007                 | Fredrick Lee-Ohlsson | Gunnel Palmer                      | -                  |
| 5 feb 2007 – 31 juni 2007 | Karlis Lapsa         | Gunnel Palmer                      | -                  |
| 2007/2008                 | Ylva Ersvik          | Gunnel Palmer                      | -                  |
| 2008/2009                 | Ylva Ersvik          | Karlis Lapsa & Gunnel Palmer       | -                  |
| 2009/2010                 | Helena Landelius     | Karlis Lapsa                       | -                  |
| 2010/2011                 | Karlis Lapsa         | Maria Chalhoub                     | -                  |
| 2011/2012                 | Therese Sivertsson   | Gustaf Danielsson                  | -                  |
| 2012/2013                 | Therese Sivertsson   | Rassoul Pourassad                  | -                  |
| 2013/2014                 | Oskar Wallner        | Ida Ståhl                          | -                  |
| 2014/2015                 | Ida Ståhl            | Sigrun Fagerfjäll                  | -                  |
| 2015/2016                 | Josefine Wallenå     | Christina Abdulahad & Tua Malmberg | -                  |
| 2016/2017                 | Tua Malmberg         | Hannes Ahlvin                      | -                  |
| 2017/2018                 | Tua Malmberg         | Sofie Lundgren                     | Jesper Thunström   |
| 2018/2019                 | Elliott Syrén        | Gustav Dahlquist                   |                    |
| 2019/2020                 | Viktorija Pesic      | Paul Stone                         | Ivar Fagerfjäll    |
| 2020/2021                 | Paul Stone           | Alexander Dürr                     | Joel Hultman       |
| 2021/2022                 | Maja Ahlberg         | Elise Murphy                       | Isak Gerhardsson   |
| 2022/2023                 | Jack Nassri          | Alina Modrzejewska                 | Jonathan Sjöstrand |
| 2023/2024                 | Alina Modrzejewska   | Axel Persson                       | Jonathan Sjöstrand |
| 2024/2025                 | Jack Nassri          | Yohan Atta                         | Emily Elkaneva     |

## Generalsekreterare/Förbundssamordnare
| Verksamhetsår | Generalsekreterare/Förbundssamordnare |
| ------------- | ------------------------------------- |
| -2017         | Joel Haldosén                         |
| 2017-2019     | Lina Elfvin                           |
| 2019-2021     | Simon Jernberg                        |
| 2021-2022     | Felicia Richter                       |
| 2022-2023     | Vera-Linn Lanängen                    |
| 2023-2024     | Felicia Richter                       |